# Emin Agayev
Pour les articles homonymes, voir Agayev.
Emin Agayev (en azéri : Emin Ağayev), né le 10 août 1973 à Bakou en Azerbaïdjan, est un footballeur international azerbaïdjanais, devenu entraîneur à l'issue de sa carrière, qui évoluait au poste de défenseur. 
Il compte 65 sélections et 1 but en équipe nationale entre 1992 et 2005.

## Biographie

### Carrière de joueur
Au cours de sa carrière de joueur, Emin Agayev dispute notamment 11 matchs en première division russe, 233 matchs en deuxième division russe, pour 8 buts inscrits, et 36 matchs dans le championnat azéri, pour 6 buts inscrits.

### Carrière internationale
Emin Agayev compte 65 sélections et 1 but avec l'équipe d'Azerbaïdjan entre 1992 et 2005. 
Il est convoqué pour la première fois par le sélectionneur national Alakbar Mammadov pour un match amical contre la Géorgie le 17 septembre 1992 (défaite 6-3). Par la suite, le 12 août 1998, il inscrit son seul but en sélection contre la Géorgie, lors d'un match amical (victoire 1-0). Il reçoit sa dernière sélection le 12 octobre 2005 contre le pays de Galles (défaite 2-0).

## Statistiques
| Saison                | Club                    | Championnat           | Championnat | Championnat | Coupe(s) nationale(s) | Coupe(s) nationale(s) | Total | Total |
| Saison                | Club                    | Division              | M.          | B.          | M.                    | B.                    | M.    | B.    |
| 1990                  | MCOP-Termist Bakou      | D4                    | 20          | 0           | -                     | -                     | 20    | 0     |
| 1991                  | MCOP-Dinamo Bakou       | D4                    | 8           | 0           | -                     | -                     | 8     | 0     |
| Sous-total            | Sous-total              | Sous-total            | 28          | 0           | -                     | -                     | 28    | 0     |
| 1991                  | Neftchi Bakou           | D2                    | 25          | 0           | -                     | -                     | 25    | 0     |
| 1992                  | Neftchi Bakou           | D1                    | 30          | 6           | -                     | -                     | 30    | 6     |
| 1993                  | Neftchi Bakou           | D1                    | 1           | 0           | -                     | -                     | 1     | 0     |
| Sous-total            | Sous-total              | Sous-total            | 56          | 6           | -                     | -                     | 56    | 6     |
| 1993                  | Anji Makhatchkala       | D3                    | 31          | 5           | 1                     | 0                     | 32    | 5     |
| 1994                  | Anji Makhatchkala       | D3                    | 26          | 0           | 3                     | 0                     | 29    | 0     |
| 1995                  | Anji Makhatchkala       | D3                    | 25          | 3           | 3                     | 0                     | 28    | 3     |
| 1996                  | Anji Makhatchkala       | D3                    | 37          | 0           | 4                     | 0                     | 41    | 0     |
| 1997                  | Anji Makhatchkala       | D2                    | 28          | 0           | 2                     | 0                     | 30    | 0     |
| 1998                  | Anji Makhatchkala       | D2                    | 38          | 2           | 1                     | 0                     | 39    | 2     |
| Sous-total            | Sous-total              | Sous-total            | 185         | 10          | 14                    | 0                     | 199   | 10    |
| 1999                  | Torpedo-ZIL Moscou      | D2                    | 35          | 1           | -                     | -                     | 35    | 1     |
| 2000                  | Torpedo-ZIL Moscou      | D2                    | 24          | 2           | 1                     | 0                     | 25    | 2     |
| 2001                  | Torpedo-ZIL Moscou      | D1                    | 11          | 0           | -                     | -                     | 11    | 0     |
| Sous-total            | Sous-total              | Sous-total            | 70          | 3           | 1                     | 0                     | 71    | 3     |
| 2002                  | FK Khimki               | D2                    | 30          | 1           | 2                     | 0                     | 32    | 1     |
| 2003                  | FK Khimki               | D2                    | 23          | 1           | 2                     | 0                     | 25    | 1     |
| 2004                  | FK Khimki               | D2                    | 15          | 1           | 2                     | 0                     | 17    | 1     |
| Sous-total            | Sous-total              | Sous-total            | 68          | 3           | 6                     | 0                     | 74    | 3     |
| 2004                  | Baltika Kaliningrad     | D2                    | 11          | 0           | -                     | -                     | 11    | 0     |
| 2005                  | Dinamo Briansk          | D2                    | 20          | 0           | 1                     | 0                     | 21    | 0     |
| 2005                  | Nosta Novotroïtsk       | D3                    | 10          | 0           | -                     | -                     | 10    | 0     |
| 2006-2007             | Olimpik Bakou           | D1                    | 6           | 0           | -                     | -                     | 6     | 0     |
| 2007                  | Nara-Desna Naro-Fominsk | D3                    | 27          | 0           | 3                     | 0                     | 30    | 0     |
| Sous-total            | Sous-total              | Sous-total            | 74          | 0           | 4                     | 0                     | 78    | 0     |
| 2008                  | Volga Tver              | D3                    | 33          | 1           | 2                     | 0                     | 35    | 1     |
| 2009                  | Volga Tver              | D3                    | 32          | 1           | 6                     | 0                     | 38    | 1     |
| 2010                  | Volga Tver              | D3                    | 25          | 0           | 2                     | 0                     | 27    | 0     |
| Sous-total            | Sous-total              | Sous-total            | 90          | 2           | 10                    | 0                     | 100   | 2     |
| Total sur la carrière | Total sur la carrière   | Total sur la carrière | 571         | 24          | 35                    | 0                     | 606   | 24    |

## Palmarès

### En club
- Champion d'Azerbaïdjan en 1992 avec le Neftchi Bakou

### Distinctions personnelles
- Élu Footballeur azerbaïdjanais de l'année en 2000